# Clayton Ramparts
I Clayton Ramparts (bastioni Clayton) sono un gruppo di falesie o pareti rocciose verticali con andamento est-ovest che si innalzano fino a oltre  1.600 m sul margine meridionale del Fuchs Dome, nella Scarpata dei Pionieri della Catena di Shackleton, nella Terra di Coats in Antartide. 
Furono ispezionati preliminarmente nel 1957 dalla Commonwealth Trans-Antarctic Expedition (CTAE).
Nel 1967 fu effettuata una ricognizione aerofotografica da parte degli aerei della U.S. Navy. Un'ispezione al suolo fu condotta dalla British Antarctic Survey (BAS) nel periodo 1968-71.
L'attuale denominazione fu assegnata nel 1971 dal Comitato britannico per i toponimi antartici (UK-APC), in onore di Charles Clayton, ispettore della BAS presso la Stazione Halley nel periodo 1969-71.